# Zhuji
Zhuji (chinois : 诸暨市 ; pinyin : Zhūjì shì) est une ville de la province du Zhejiang en Chine. C'est une ville-district placée sous la juridiction administrative de la ville-préfecture de Shaoxing.

## Démographie
La population du district était de 1 061 267 habitants en 1999.